# Thiago Ornelas dos Santos
Thiago Resende Ornelas dos Santos (* 30. April 2004) ist ein brasilianischer Hürdenläufer, der sich auf die 110-Meter-Distanz spezialisiert hat.

## Sportliche Laufbahn
Erste Erfahrungen bei internationalen Meisterschaften sammelte Thiago Ornelas dos Santos im Jahr 2021, als er bei den U20-Südamerikameisterschaften in Lima in 14,34 s den vierten Platz über 110 m Hürden belegte. Anschließend siegte er in 13,97 s bei den U18-Südamerikameisterschaften in Encarnación. Im Jahr darauf schied er bei den U20-Weltmeisterschaften in Cali mit 13,62 s im Halbfinale aus und 2023 gewann er bei den U20-Südamerikameisterschaften in Bogotá in 13,53 s die Silbermedaille. Im Jahr darauf siegte er in 13,82 s bei den U23-Südamerikameisterschaften in Bucaramanga im Hürdensprint und gewann mit der brasilianischen 4-mal-100-Meter-Staffel in 40,24 s die Silbermedaille hinter dem kolumbianischen Team. 2025 gewann er dann bei den Hallensüdamerikameisterschaften in Cochabamba in 7,67 s die Silbermedaille im 60-Meter-Hürdenlauf hinter seinem Landsmann Eduardo de Deus. Ende April gewann er dann bei den Südamerikameisterschaften in Mar del Plata in 13,63 s die Silbermedaille über 110 m Hürden hinter dem Chilenen Martín Sáenz.

## Persönliche Bestzeiten
- 110 m Hürden: 13,42 s (+1,5 m/s), 28. Juni 2024 in São Paulo
  - 60 m Hürden (Halle): 7,67 s, 23. Februar 2025 in Cochabamba